# Харнесс, Чарлз Леонард
Чарлз Леонард Харнесс (англ. Charles Leonard Harness; 29 декабря 1915 — 20 сентября 2005) — американский писатель-фантаст.

## Биография
Родился 29 декабря 1915 года в Колорадо-Сити, Техас. Учился в Техасском христианском университете, получил диплом Университета Джорджа Вашингтона по юриспруденции в 1946 году. Работал экономистом в Бюро по управлению добычей полезных ископаемых США с 1941 по 1947 год, затем патентным поверенным в компании American Cyanamid (до 1953 года) и в адвокатском бюро W. R. Grace & Co. в Нью-Йорке и Вашингтоне вплоть до ухода на пенсию в 1981 году.
В фантастике дебютировал рассказом «Ловушка времени» (англ. «Time Trap») в августовском номере «Astounding Science Fiction» за 1948 год. Первый роман «Полет во вчера» («Flight Into Yesterday», другое название — «The Paradox Men»), переработанный из опубликованной в 1949 повести, был напечатан в 1953 году. Наиболее известна его повесть «Роза» («The Rose»), выпущенная в одноименном сборнике в 1966 году.
С конца 1960-х и до начала 1990-х выпустил романы «The Ring of Ritornel» (1968), «Wolfhead» (1978), «The Catalyst» (1980), «Firebird» (1981), «The Venetian Court» (1982), «Redworld» (1986), «Krono» (1988), «Lurid Dreams» (1990) и «Lunar Justice» (1991). Лучшая короткая проза автора составила сборник «An Ornament to His Profession» (1998).
Написал также цикл рассказов о патентах на фантастические изобретения под псевдонимом «Леонард Локхард» (некоторые из них в соавторстве с Теодором Л. Томасом).
Произведения Чарлза Л. Харнесса неоднократно выдвигались на премии «Хьюго» и «Небьюла», но он так и не получил ни одной из них. В 2004 году удостоен звания «Почётный писатель» от Американской ассоциации писателей-фантастов.
Скончался 20 сентября 2005 года в медицинском центре Кидрон-Бител в городе Норт-Ньютон, штат Канзас.